# ارتباطات تصویری زوم
شرکت ارتباطات تصویری زوم (به انگلیسی: Zoom Video Communications, Inc. (Zoom)) یک شرکت فناوری ارتباطات آمریکایی است که مقر آن در سن خوزه، کالیفرنیا واقع است. این سرویس از طریق بستر نرم‌افزاری همتابه‌همتا مبتنی بر ابر، به ارائه خدمات تلفنی و گفتگوی اینترنتی از طریق اینترنت می‌پردازد و برای ارتباط تلفنی، دورکاری ،آموزش از راه دور و روابط اجتماعی مورد استفاده قرار می‌گیرد.
استفاده از بستر زوم برای گردهمایی‌های تصویری با حداکثر ۱۰۰ شرکت‌کننده و با محدودیت زمانی ۴۰ دقیقه رایگان است. برای گردهمایی‌های طولانی‌تر، بزرگتر یا با ویژگی‌های بیشتر، نیاز به پرداخت اشتراک است.
اریک یوان، مهندس و مدیر اجرایی سابق وبکس، زوم را در سال ۲۰۱۱ تأسیس کرد و نرم‌افزار آن را در سال ۲۰۱۳ راه اندازی کرد. رشد درآمد شدید زوم به دلیل سهولت استفاده و اطمینان بالای از نرم‌افزار آن منجر به ارزش یک میلیارد دلاری در سال ۲۰۱۷ شد و این شرکت را به یک شرکت " تکشاخ " تبدیل کرد. در سال ۲۰۱۹، زوم وارد بازار عمومی شد. از آوریل ۲۰۲۰، استفاده از نرم‌افزار زوم به دلیل اقدامات قرنطینه‌ای که در بسیاری از کشورها در پاسخ به دنیاگیری ۲۰–۲۰۱۹ ویروس کرونا اعمال شد افزایش یافت.
محصولات نرم‌افزاری زوم در برخی موارد در رابطه با شیوه‌های ضعیف حفظ حریم خصوصی اطلاعات و آسیب‌پذیری‌های امنیتی مورد انتقاد قرار گرفتند.

## تاریخچه
زوم توسط اریک یوان تأسیس شد که ایده توسعه این نرم‌افزار را در زمان دانش‌آموزی در کشور خودش، چین، در سر پرورانده بود. او برای دیدار دوست‌دختر خودش می‌بایست ۱۰ ساعت سوار قطار می‌شد و از این روی به دنبال راهی آسانتر برای «دیدار» با او بود. یوان پس از دریافت ویزای مسافرتی آمریکا که نهمین تلاش او برای این ویزا بود، در سال ۱۹۹۷ به ایالات متحده مهاجرت کرد و به وبکس پیوست. وی به سمت قائم مقامی شرکت منصوب شد، اما پس از فهمیدن اینکه مشتریان از این محصول راضی نیستند، در سال ۲۰۱۱ برای تأسیس زوم، وبکس را ترک کرد. او با کمک ۴۰ مهندس دیگر، نسخه بتای زوم را در سپتامبر ۲۰۱۲ راه اندازی کرد که می‌توانست میزبان گردهمایی‌های تصویری با حداکثر ۱۵ شرکت‌کننده باشد. تا ماه مه ۲۰۱۳، زوم ۱ میلیون کاربر داشت.
طی دنیاگیری ویروس کرونا، قرنطینه عمومی موجب شد که مردم به ناچار به دورکاری، آموزش از راه دور و ارتباطات اجتماعی مجازی روی آورند. هزاران مدرسه و مؤسسه آموزشی با استفاده از نرم‌افزار زوم، کلاس‌های برخط تشکیل دادند. در بسیاری از کشورها، زوم خدمات خود را به مدارس ابتدایی تا متوسطه به صورت رایگان ارائه داد.
تا فوریه ۲۰۲۰ زوم بیش از ۲٫۲ میلیون مشترک بدست آورده بود که بیش از تمام مشترکانی بود که در سال ۲۰۱۹ به آن پیوسته بودند. تنها در یکی از روزهای مارس ۲۰۲۰ نرم‌افزار زوم بیش از ۳۴۳ هزار بار بارگزاری شد. کاربران روزانه زوم از ۱۰ میلیون در دسامبر ۲۰۱۹ به حدود ۲۰۰ میلیون در مارس ۲۰۲۰ رسیدند. به همین دلیل در حالی که سهام شرکت‌ها به صورت کلی سیر نزولی را طی می‌کردند اما ارزش سهام زوم با خیز بسیار شدیدی افزایش یافت.